# شیرو میساکی
شیرو میساکی (به انگلیسی: Shiro Misaki) بازیکن فوتبال اهل ژاپن و عضو تیم ملی فوتبال ژاپن است که در تاریخ ۱۳ مه ۱۹۳۴ میلادی اولین بازی ملی‌اش را انجام داد. او در ۳ بازی ملی حضور داشت و آخرین بازی ملی خود را در تاریخ ۲۰ مه ۱۹۳۴ میلادی انجام داد. شیرو میساکی در بازی‌های ملی‌اش
گلی به ثمر نرساند.